# Martin Marietta
De Martin Marietta Corporation was een Amerikaans luchtvaart- en defensiebedrijf, met hoofdzetel in Baltimore (Maryland), dat een belangrijke rol speelde in de Amerikaanse luchtvaart- en ruimtevaartindustrie gedurende de 20e eeuw. Het bedrijf was betrokken bij een breed scala aan projecten, variërend van vliegtuigbouw tot ruimteverkenning en defensietechnologie.

## Geschiedenis
Martin Marietta werd oorspronkelijk opgericht in 1961 na een fusie tussen de Glenn L. Martin Company en de American-Marietta Corporation. Deze fusie bracht de rijke geschiedenis en expertise van beide bedrijven samen, waardoor Martin Marietta een vooraanstaande positie in de industrie kon verwerven.

### Glenn L. Martin Company
De Glenn L. Martin Company, opgericht door Glenn L. Martin in 1912, was bekend om zijn innovatieve bijdragen aan de luchtvaartindustrie. Het produceerde enkele van de meest iconische vliegtuigen van zijn tijd, waaronder de B-26 Marauder bommenwerper en de Martin PBM Mariner vliegboot.

### American-Marietta Corporation
De American-Marietta Corporation was gespecialiseerd in chemische en bouwmaterialen, maar de fusie met Martin voegde een nieuwe dimensie toe aan het bedrijf, waarbij het betrokken raakte bij ruimtevaart- en defensieactiviteiten.

## Belangrijke prestaties
Martin Marietta was betrokken bij verschillende belangrijke projecten en mijlpalen in de Amerikaanse luchtvaart- en ruimtevaartgeschiedenis. Enkele opmerkelijke prestaties zijn onder andere:
- De ontwikkeling van de Titan-raketten, die een cruciale rol speelden in het Amerikaanse ruimtevaartprogramma.
- Betrokkenheid bij het Apollo-programma, waarbij Martin Marietta de Lunar Module ontwierp en produceerde.
- Belangrijke bijdragen aan de ontwikkeling van geavanceerde militaire technologieën en systemen.

## Fusie met Lockheed
In 1995 ging Martin Marietta een fusie aan met de Lockheed Corporation om de Lockheed Martin Corporation te vormen. Deze fusie creëerde een van de grootste en meest invloedrijke defensie-aannemers ter wereld, met expertise op het gebied van zowel lucht- en ruimtevaart als defensietechnologie.